# バアトル (ジャライル部)
バアトル（モンゴル語: Ba’atul、? - 1261年）は、13世紀初頭にモンゴル帝国に仕えたジャライル部出身の万人隊長。クビライの側近として帝位継承戦争における勝利に大きく貢献し、バアトルの子孫は大元ウルスにおいて大いに繁栄した。
『元史』などの漢文史料では覇突魯(bàtūlŭ)、『集史』などのペルシア語史料ではبهادر  نويان(bahādur nūyān)と記される。日本語資料では『集史』のペルシア語表記に従ってバハードゥル・ノヤンとも表記される。

## 概要
バアトルはかつて左翼万人隊長としてチンギス・カンを補佐した国王ムカリの子のボオルの三男として生まれた。ムカリ国王家当主の地位はバアトルの兄のタシュとスグンチャクの家系が継いでいたが、第5代当主のクルムシ（スグンチャクの息子）が「柔弱」であったため、第4代皇帝モンケの時代にバアトルは実質的にムカリ国王家の代表者となっていた。モンケ・カアンは即位すると自らの次弟のクビライを東アジア方面の司令官に抜擢し、バアトルを含む帝国左翼の諸将（「左手の五投下」）はクビライの指揮下に入ることになった。バアトルは建国以来の名家出身であることに加え、クビライにとっては妻のチャブイの同母姉のテムルンを妻とする義兄に当たり、クビライの最も信頼のおける部下であったと見られる。
バアトルはクビライより「先鋒元帥」に任じられて南宋との戦いに従事し、多くの軍功を立てた。ある時、クビライがモンケ・カアンの新たな根拠地について相談したところ、バアトルは「幽燕の地」こそが漢地とモンゴル高原を結ぶ要衝であり天下を経営する上で最も相応しい地であると語ったという。「幽燕の地」とは後の大都が建設された一帯に他ならず、またジャライル部を含む「五投下」の遊牧地と密接する地でもあった。後にクビライが大都を新たな首都と選んだのは、クビライにとって最も信頼できる部下であるバアトルら五投下にとって「幽燕の地」こそが首都として最も相応しかったためであると考えられている。
1259年（己未）、モンゴル軍はモンケ率いる本隊、五投下を率いるクビライ軍、東道諸王を総べるタガチャル軍の3軍に分かれ南宋に侵攻したが、四川方面で突出したモンケが遠征先で病死するという大事件が起こった。元々クビライは南宋の要衝の鄂州を攻囲した上でベトナム方面から北上してくる別働隊のウリヤンカダイ軍と合流するようモンケから命じられていたが、モンケの急死によって全軍の連携は崩壊した上、次代のカアン位を巡る駆け引きが始まり、クビライは帝位を狙うためどのような行動に出るか選択を迫られることになった。この時、『集史』によるとクビライは最も信頼おける部下であるバアトルと2人きりで今後の方策を話し合い、バアトルの「軍を率いてあり蟻か蝗の如く我らはこの地にやってきた。噂のために、事を為さずどうして戻れましょうか」という言葉に従ってクビライは鄂州への再侵攻を決意したという。『集史』ではバアトルの勇ましい言葉のみが記録されるが、このバアトルの進言の真の狙いは鄂州侵攻を行うことで「混乱状態にある南宋遠征軍を守るために敢えて殿軍を買って出、同時に敵中に孤立したウリヤンカダイ軍を見捨てない」という同胞に対して度量の深い姿をアピールし、進退を決めかねている各地の南宋遠征軍の支持を集める点にあったと考えられている。
バアトルらの予想通り、本来クビライにとっては何の徳にもならないはずの鄂州侵攻は南宋遠征軍諸将の支持を集め、モンケ直属軍やタガチャル軍らが次々とクビライ軍への合流を表明した。帝位継承戦争のため十分な味方を得られたと判断したクビライは一旦鄂州攻めをバアトルに任せ、自らは北上して自らの支持勢力と「幽燕の地」にて合流を目指した。一方、バアトルは南宋領を駆け抜けてきたウリヤンカダイ軍と無事合流を果たし、あらかじめクビライと南宋軍の指揮官賈似道との間で交わされた密約に従って鄂州の攻囲を解きクビライとの合流のため北上を始めた。バアトルらが撤退する際、賈似道は約定を破って北上するモンゴル軍に奇襲をかけ、モンゴルの殿軍170名を殺害した。モンゴル軍にとっては僅かな損失であったが、賈似道はこの勝利を大きく喧伝して南宋皇帝理宗の信任を得、数十年にわたる自らの独裁体制を作り上げることとなった。その後、中統2年（1261年）にバアトルは北上してクビライらと合流したが、帝位継承戦争が激しさを増す最中に軍中で亡くなった。バアトルの息子はアントン（安童,Antong）、ディントン（定童,Dingtong）、バドクタイ（覇都虎台,Baduqutai）の3人がおり、特にアントンはクビライ朝の最高位の人臣として大元ウルスで活躍した。

## ジャライル部バアトル系国王ムカリ家
- グウン・ゴア（Gü’ün U’a ＞孔温窟哇/kǒngwēn kūwa）
  - 左翼万人隊長・国王ムカリ（Muqali guy-ong ＞木華黎国王/mùhuálí guówáng,موقلىكويانك/mūqalī kūyānk）
    - 左翼万人隊長・国王ボオル（Bo’ol ＞孛魯bólŭ,بوغول/būghūl）
      - 先鋒元帥バアトル（Ba’atul noyan ＞覇突魯/bàtūlŭ,بهادر نويان/bahādur nūyān）
        - 中書右丞相アントン（Antong noyan ＞安童/āntóng,هنتون نويان/hantūn nūyān）
          - 国王ウドゥルタイ（Udurdai ＞兀都帯/wùdōudài）
            - 中書右丞相バイジュ（Baiǰu ＞拝住/bàizhù）
              - トゥレル・テムル（Dürel temür ＞篤麟鉄穆爾/dǔlín tiěmùěr）

        - ディントン（Dingtong ＞定童/dìngtóng）
        - バドクタイ（Baduqutai ＞覇都虎台/bàdōuhǔtái）